# The Girl Who Was... Death
The Girl Who Was... Death je drugi studijski album italijansko-slovenske rock skupine Devil Doll in prvi, ki je bil izdan v založbi. Izdan je bil leta 1989 pri založbi Hurdy Gurdy Records v Italiji in Jugoslaviji. Album sestoji iz ene same, naslovne, pesmi, ki traja 66 minut in 6 sekund (referenca na število 666, ki velja za Satanovo število).
Ker je bil skupinin prvi album, The Mark of the Beast, izdelan v enem samem izvodu – ki je še danes v lasti Mr. Doctorja – je ta album prvi, ki je bil dostopen širši javnosti.

## Ozadje
Naslov albuma je bil vzet iz kultne britanske televizijske serije, The Prisoner (ki je izhajala od 29. septembra 1967 do 1. februarja 1968), natančneje, iz 15. epizode. V tej epizodi je nastopil lik dekleta po imenu Sonia, ki so jo klicali "Death". Justine Lord, igralka, ki je v seriji upodobila lik, je kot Sonia upodobljena tudi na naslovnici albuma.
V prvi izdaji je bilo natisnjenih 1200 izvodov albuma na CD-ju in 500 izvodov v obliki vinilne plošče. Vsak izvod je vseboval ročno izdelane vložke.

## Promocija
22. decembra 1988 je skupina prvič igrala material z albuma The Girl Who Was... Death v KUD France Prešeren v Ljubljani. Obiskovalci koncerta so prejeli izvode albuma na kaseti.
4. marca 1989 (ob natisu 500 izvodov albuma) je imela skupina drugi koncert. Na koncertu so obiskovalci prejeli 150 izmed 500 natisnjenih izvodov. Vsak izvod je vseboval ročno izdelan vložek, ki ga je ustvaril Mr. Doctor osebno, nekatera besedila naj bi bila celo napisana z njegovo krvjo. Preostalih 350 izvodov je dal Mr. Doctor uničiti.

## Seznam pesmi
Glasbo in besedilo je napisal Mr. Doctor.
| Št. | Naslov | Dolžina |
| --- | --- | ------- |
| 1.  | „The Girl Who Was... Death‟ (pesem traja 38:48, nato sledi tišina, ki traja 26:20, za tem pa je še »Coda«, ki traja 1:58) | 66:06   |

## Zasedba
Devil Doll
- Mr. Doctor — vokal, orgle
- Edoardo Beato — klavir
- Katia Giubbilei — druga violina
- Albert Dotigo — kitara
- Sasha Olenjuk — prva violina
- Lucko Kodermac — bobni
- Bor Zuljan — kitara
- Jani Hace — bas kitara
- Davor Klarič — klaviature

Dodatni glasbeniki
- Paolo Žižič — spremljevalni vokal
- Mojca Zlobko — harfa

Tehnično osebje
- Mr. Doctor — produkcija, oblikovanje
- Sergio Sutto — fotografiranje
- G.Paolo Fallani — filmski posnetki